# Cannabaceae
En sistemática de plantas, Cannabaceae (Martynov, nom.cons.) o cannabáceas es una familia del orden Rosales, filogenéticamente emparentada con la familia Ulmaceae y taxonómicamente hermana del grupo Moraceae más Urticaceae. 
El taxón agrupa 11 géneros con hasta 170 especies, de distribución cosmopolita. Sinónimos de la nomenclatura:
Celtidaceae Link, Humulaceae Berchtold & J. Presl, Lupulaceae Link.

## Descripción
Son árboles o también hierbas erectas o sarmentosas, sin látex (presente en Moraceae) ni exudados lechosos. Presentan flavonoides (solo Aphanante y Gironniera tienen flavonoles) y también sesquiterpeno lactonas. Ocasionalmente la raíz tiene ectomicorrizas (Gironniera). Xilema con traqueidas verdaderas presentes.
Son plantas que pueden tener hojas opuestas o en espiral. La lámina tiene vernación conduplicada-plicada. En Cannabis son alternas por arriba. Pueden ser palmatilobadas (Humulus) o palmaticompuestas (Cannabis) con estípulas libres y persistentes.
Las flores son pequeñas y anemófilas, pudiendo ser monoicas o dioicas. Se presentan en inflorescencias cimosas. Las masculinas son paniculiformes y con muchas flores, mientras que las femeninas son más compactas y paucifloras.
Las flores masculinas presentan cinco sépalos con cinco estambres antisépalos, siendo el polen triporado, también puede ser bi-, tetra- o hexaporado.
Las flores femeninas presentan un corto cáliz tubular y membranoso que encierra al ovario, este presenta dos carpelos unidos en un ovario unilocular con dos estigmas alargados. Los primordios seminales anátropos y solitarios.
El fruto es una drupa que puede ser un aquenio o una nucela pequeña, también una sámara. El cáliz es persistente en Humulus.
Cannabis y Humulus tienen un sistema de balance X-autosómico que determina el sexo de la planta.

## Géneros
Según APWEB:
- Aphananthe Planchon
- Cannabis L.
- Celtis L.
- Gironniera Gaudichaud
- Helminthospermum Thwaites = Gironniera Gaudichaud
- Humulopsis Grudz. = Humulus L.
- Humulus L.
- Lozanella Greenman
- Mirandaceltis Sharp = Aphananthe Planchon
- Nematostigma Planchon = Gironniera Gaudichaud
- Parasponia Miquel
- Pteroceltis Maxim.
- Sparrea Hunz. & Dottori = Celtis L.
- Sponia Decaisne = Trema Loureiro
- Trema Loureiro